# Techeetah
Tým Techeetah-DS je čínský motoristický závodní tým s vlastníkem SECA - China Media Capital. Tým vstoupil do Formule E díky akvizici jiného týmu, Team Aguri, v roce 2016.

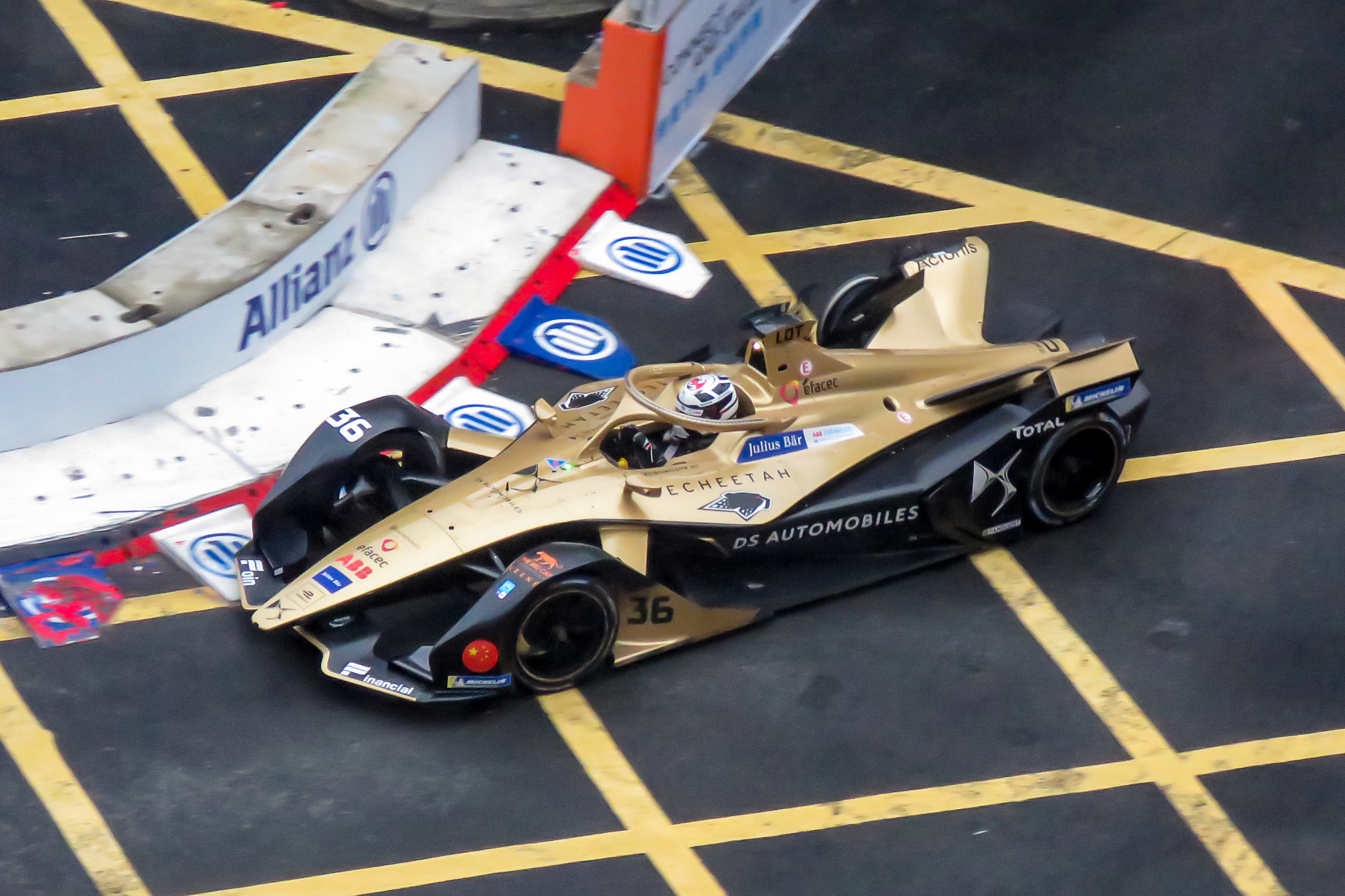
André Lotterer během EPrix Hongkongu 2019.

V červenci 2016 byli Jean-Éric Vergne a Ma Čching-chua (který soutěžil za Team Aguri již v posledních závodech předchozí sezóny) potvrzeni jako jezdci pro sezónu 2016/17. Motory dodával Renault a pro tým zaznamenal první stupně vítězů Vergne, který získal druhé místo v EPrix Buenos Aires 2017. V březnu 2017 tým Techeetah oznámil, že od čtvrtého závodu bude místo Ma závodit bývalý jezdec Formule 1 Esteban Gutiérrez. Gutiérrez opustil tým po pouhých třech závodech a rozhodl se závodit za Dale Coyne Racing v závodech IndyCar Series. Jeho nástupcem se stal po zbytek sezóny Stéphane Sarrazin.
Na sezónu 2017/18 se k týmu přidal André Lotterer a ve své úspěšné nováčkovské sezóně získal dvě umístění na stupních vítězů, čímž pomohl týmu k zisku poháru mezi týmy. Jeho kolega Jean-Éric Vergne se stal celkovým vítězem mezi jezdci.
Pro sezónu 2018/19 se jezdecké obsazení nezměnilo.

## Výsledky
| Legenda k tabulce | Legenda k tabulce                                                                       |
| Barva             | Výsledek                                                                                |
| ----------------- | --------------------------------------------------------------------------------------- |
| Zlatá             | Vítěz                                                                                   |
| Stříbrná          | 2. místo                                                                                |
| Bronzová          | 3. místo                                                                                |
| Zelená            | Bodované umístění                                                                       |
| Modrá             | Nebodované umístění                                                                     |
| Modrá             | Dokončil neklasifikován (NC)                                                            |
| Fialová           | Odstoupil (Ret)                                                                         |
| Červená           | Nekvalifikoval se (DNQ)                                                                 |
| Červená           | Nepředkvalifikoval se (DNPQ)                                                            |
| Černá             | Diskvalifikován (DSQ)                                                                   |
| Bílá              | Nestartoval (DNS)                                                                       |
| Bílá              | Závod zrušen (C)                                                                        |
| Světle modrá      | Pouze trénoval (PO)                                                                     |
| Světle modrá      | Páteční testovací jezdec (TD)                                                           |
| Bez barvy         | Netrénoval (DNP)                                                                        |
| Bez barvy         | Vyřazen (EX)                                                                            |
| Bez barvy         | Nepřijel (DNA)                                                                          |
| Bez barvy         | Odvolal účast (WD)                                                                      |
| Bez barvy         | Nezúčastnil se (prázdné)                                                                |
| Označení          | Význam                                                                                  |
| Tučnost           | Pole position                                                                           |
| Kurzíva           | Nejrychlejší kolo                                                                       |
| †                 | Jezdec nedojel do cíle, ale byl klasifikován, protože odjel více než 90 % délky závodu. |
| ‡                 | Byl udělován poloviční počet bodů, protože bylo odjeto méně než 75 % délky závodu.      |
| Horní index       | Umístění bodujících jezdců ve sprintu                                                   |

| Rok     | Monopost               | Pneu | No. | Jezdci            | 1   | 2   | 3   | 4   | 5   | 6   | 7   | 8   | 9   | 10  | 11  | 12  | 13  | Body | P.T. |
| ------- | ---------------------- | ---- | --- | ----------------- | --- | --- | --- | --- | --- | --- | --- | --- | --- | --- | --- | --- | --- | ---- | ---- |
| 2016/17 | Spark-Renault Z.E. 16  | M    |     |                   | HKG | MAR | BUE | MEX | MON | PAR | BER | BER | NYC | NYC | MTL | MTL |     | 156  | 5.   |
| 2016/17 | Spark-Renault Z.E. 16  | M    | 25  | Jean-Éric Vergne  | Ret | 8   | 2   | 2   | Ret | Ret | 8   | 6   | 2   | 8   | 2   | 1   |     | 156  | 5.   |
| 2016/17 | Spark-Renault Z.E. 16  | M    | 33  | Ma Čching-chua    | Ret | 15  | 16  |     |     |     |     |     |     |     |     |     |     | 156  | 5.   |
| 2016/17 | Spark-Renault Z.E. 16  | M    | 33  | Esteban Gutiérrez |     |     |     | 10  | 8   | 12  |     |     |     |     |     |     |     | 156  | 5.   |
| 2016/17 | Spark-Renault Z.E. 16  | M    | 33  | Stéphane Sarrazin |     |     |     |     |     |     | 11  | 14  | 3   | 12  | 3   | 8   |     | 156  | 5.   |
| 2017/18 | Spark-Renault Z.E. 17  | M    |     |                   | HKG | HKG | MAR | SAN | MEX | PDE | ROM | PAR | BER | ZUR | NYC | NYC |     | 262  | 2.   |
| 2017/18 | Spark-Renault Z.E. 17  | M    | 18  | André Lotterer    | DSQ | 13  | Ret | 2   | 13  | 12  | 3   | 6   | 9   | 4   | 7   | 9   |     | 262  | 2.   |
| 2017/18 | Spark-Renault Z.E. 17  | M    | 25  | Jean-Éric Vergne  | 2   | 4   | 5   | 1   | 5   | 1   | 5   | 1   | 3   | 10  | 5   | 1   |     | 262  | 2.   |
| 2018/19 | Spark-DS E-Tense FE 19 | M    |     |                   | ADR | MAR | SAN | MEX | HKG | SNY | ROM | PAR | MON | BER | BRN | NYC | NYC | 142* | 1.*  |
| 2018/19 | Spark-DS E-Tense FE 19 | M    | 25  | Jean-Éric Vergne  | 2   | 5   | Ret | 13  | 13  | 1   | 14  | 6   |     |     |     |     |     | 142* | 1.*  |
| 2018/19 | Spark-DS E-Tense FE 19 | M    | 36  | André Lotterer    | 5   | 6   | 13  | 5   | 14  | 4   | 2   | 2   |     |     |     |     |     | 142* | 1.*  |

Poznámky
* – Sezóna probíhá.